# Griesheim-sur-Souffel
Griesheim-sur-Souffel é uma comuna francesa na região administrativa de Grande Leste, no departamento Baixo Reno. Estende-se por uma área de 4,19 km². Em 2010 a comuna tinha 1 179 habitantes (densidade: 281,4 hab./km²).